# Renco Posinković
Renco Posinković (Split, 4. siječnja 1964.) je bivši hrvatski vaterpolist (vratar).
S 14 godina počinje trenirati vaterpolo u VK “Mornar”. Za prvu momčad nastupa već dvije godine poslije. Prvi poziv za reprezentaciju bivše države dobiva 1985., nakon čega započinje plodno razdoblje osvajanja trofeja. Između ostalog, 1986. osvaja Kup Kupova s “Mornarom”. Svjetski Kup s reprezentacijom osvaja '87., '89. i '91. U Seulu 1988. ostvaruje san svih sportaša – zlato na Olimpijskim igrama. Godinu kasnije, iz “Mornara” prelazi u “Jadran”. Te iste godine osvaja srebro s reprezentacijom na Europskom prvenstvu, a '91. postaje prvak svijeta.
Renco je prvi sportaš u Hrvatskoj koji je napustio reprezentaciju Jugoslavije, u društvu Bezmalinovića, Bukića, Šimenca i Vasovića. S “Jadranom” osvaja Kup prvaka Europe, što je i prvi trofej našeg kluba u Europi. Taj uspjeh ponavljaju i godinu kasnije u legendarnom finalu protiv “Mladosti” iz Zagreba. U oba finala Renco brani ključne lopte te biva proglašen za najboljeg igrača finala Kupa prvaka. Četiri godine je igrao za reprezentaciju Hrvatske (1992. – 1996.), a nakon toga završava profesionalnu igračku karijeru. Međutim, s time ne završava njegova sportska karijera jer se odnedavno vraća vaterpolu kao pomoćni trener u VK “Mornar”.
Paralelno s igračkom karijerom završava i Elektrotehnički fakultet u Splitu. Nikad nije radio u struci, već 1996. počinje raditi kao sportski novinar “Vjesnika”, za kojeg radi punih 10 godina. Nakon toga kratko vrijeme piše za “Sportske novosti”. Početkom ove godine sudjeluje u osnivanju novina i internetskog portala "Glas Dalmacije".
1993. godine dobitnik je Državne nagrade za šport "Franjo Bučar".
Od 2008. radi u Spaladium Areni, sudjeluje u organizaciji niza događaja, koncerata, sajmova, sportskih ogleda i dr. Na sportskom planu aktivan je u VK Mornar Brodospas (i kao trener i kao član uprave), te je suradnik od 2007. do 2012. izborniku hrvatske vaterpolske reprezentacije Ratku Rudiću. Bio je zadužen za vratare. Tijekom tog razdoblja osvojeno je zlato na SP u Australiji 2007., zatim zlato na EP u Zagrebu 2010., te zlatna medalja na OI u Londonu 2012.